# Juan Pérez-Abreu de la Torre
Juan Pérez-Abreu de la Torre (San Francisco de Campeche, México, 1886 - Ciudad de México, 1975) abogado, educador y sociólogo natural de México. En Cuba fundó los grupos Grupos Infantiles José Martí, y fue un persistente propalador de la obra de Justo Sierra.
Durante la Revolución Mexicana se adhiere al maderismo y por ello en 1910 decide exiliarse en Cuba. Estudió derecho en la Universidad de La Habana. Inspirado por la obra y trayectoria de José Martí en 1929 crea el primer Grupo Infantil José Martí, cuyo objetivo era promover la difusión de las ideas de Martí y sus conceptos en cuanto a la virtud de los ciudadanos, su civismo y deber.
Regresa a su país natal en 1933 y se dedica a la docencia. Da clases de psicología y sociología en diversas escuelas y en la Facultad de Filosofía de la UNAM. En 1949 se le nombra director de Enseñanza Normal de México. 